# Tokiyasu Fujita
Tokiyasu Fujita (japanisch 藤⽥宙靖; * 6. April 1940 in Tokyo) ist ein japanischer Rechtswissenschaftler, ehemaliger Richter des Japanischen Obersten Gerichtshofs (30. September 2002 – 5. April 2010), emeritierter Professor der Universität Tohoku, Mitglied der japanischen Akademie der Wissenschaften, und Mitglied des kaiserlichen Haushaltsrates. Sein Spezialgebiet ist das Verwaltungsrecht (Promotion an der Universität Tokyo 1981). Er war am öffentlichen Meinungsbildungsprozess zur Umwandlung der japanischen staatlichen Universitäten in Rechtskörperschaften im Jahr 2004 aktiv beteiligt.

## Lebenslauf
1959 machte Fujita einen Abschluss an der Pädagogischen Hochschule Tokio, 1963 an der juristischen Fakultät der Universität Tokio. Im  selben Jahr wurde er wissenschaftlicher Mitarbeiter der juristischen Fakultät dieser. Drei Jahre später erhielt er die Assistenzprofessur in der juristischen Fakultät der Universität Tohoku. Im Jahr 1977 wurde er Professor in der juristischen Fakultät der Universität Tohoku.
In den Jahren 1994 bis 1996 war Fujita Dekan der juristischen Fakultät der Universität Tohoku, bevor er 2001 die Professur des juristischen Doktorandenkollegs an der Universität Tohoku erhielt. Seine Berufung zum Richter am Japanischen Obersten Gerichtshof sowie Emeritierung an der Universität Tohku geschahen im Jahre 2002. Am fünften April 2010 schied Fujita ordentlich als Richter am Obersten Gerichtshof aus.
Außerhalb der Universität war Fujita von 1996 bis 1998 Mitglied des Rates für Verwaltungsreform der japanischen Zentralbürokratie. Im Jahr 2000 wurde er Mitglied des Nationalen Ausschusses für die Beilegung von Streitigkeiten; im folgenden Jahr ein ordentliches Mitglied der beratenden Kommission für das Staatsgebiet sowie des Untersuchungsausschusses für die Offenlegung von Informationen. Zudem war er ab 2001 als Fachmitglied des Zentralen Beratungsausschusses für Erziehungsfragen tätig.

## Urteile und Stellungnahmen
- Stellungnahme zur Verfassungsmäßigkeit der Unterhauswahl vom 11. September 2005 (44. Wahl): Verstößt die Einteilungsregelung der Einzelabgeordnetenwahlkreise gegen Artikel 14, Absatz 1 ff. der japanischen Verfassung? (Ansicht: verfassungskonform)
- Stellungnahme: Besteht ein Verfassungsverstoß (Artikel 14, Absatz 1 ff.), wenn im Wahlkampf in Primärwahlkreisen bei der Unterhauswahl regulative Unterschiede zwischen Parteikandidaten und unabhängigen Kandidaten gemacht werden? (Ansicht: verfassungskonform)
- Stellungnahme: Verstößt die Bedingung der Ehelichkeiterklärung von Kindern (Artikel 3, Absatz 1 des Gesetzes zur Regelung zu Fragen der Staatsangehörigkeit) gegen Artikel 14, Absatz 1 der japanischen Verfassung? (Ansicht: verfassungswidrig, da Gesetzeslücke besteht; Minderheitsmeinung)
- Stellungnahme: Verstößt die Verpflichtung eines Musiklehrers der städtischen Grundschule Hino durch den Schulleiter, bei der Schuleintrittszeremone das gemeinsame Singen der Nationalhymne (Kimi Ga Yo) auf dem Klavier zu begleiten, gegen Artikel 19 der japanischen Verfassung? (Ansicht: verfassungswidrig)
- Abweisung des Berufungsverfahrens (2008) des Prozesses zum Nishiyama-Zwischenfall (Zeitungsreporter hatten vertrauliche Informationen, die sie im Rahmen ihrer Berichterstattung um die Rückgabe von Okinawa an Japan im Jahr 1971 erhalten hatten, an Mitglieder des Parlaments weitergegeben und waren deshalb vom Obersten Gerichtshof wegen Verstoßes gegen das Gesetz über den öffentlichen Dienst für schuldig befunden worden.)
- In der Rechtssache „Studentenwohnheim Kôka“, in der das Eigentum an dem von der Republik China vor der diplomatischen Trennung des Landes von Japan erworbenen Wohnheims Streitsache war, nahm der vorsitzende Richter des Dritten kleinen Senats das Verfahren 20 Jahre nach der Berufung plötzlich wieder auf. Das Gericht entschied, dass das Verfahren aufgrund des Abbruchs der diplomatischen Beziehungen 35 Jahre zuvor ausgesetzt war, und dass die Entscheidungen der vier Vorinstanzen aufgrund dessen rechtswidrig waren. Das Gericht ordnete an, dass das Verfahren ab dem ersten Prozess neu aufgerollt wird, und wies den Fall an das Bezirksgericht Kyoto zurück. Dieses Urteil wurde von Taiwans Anwaltsteam unter Leitung von Shigeru Oda, der 27 Jahre Richter am Internationalen Gerichtshof war, als „völlig unzureichend in Bezug auf das internationale Recht und das Verständnis der historischen Fakten“ kritisiert.
- Urteil in zwei Berufungsverfahren zur Auszahlung einer Lebensversicherungspolice bei zeitgleichem Ableben eines kinderlosen Ehepaars, bei welchem die Ehefrau die Begünstigte war. Das Berufungsgericht entschied, dass nur die Verwandten der Ehefrau die Prämie erhalten können, und wies die Einsprüche der Versicherungsgesellschaft und landwirtschaftlichen Genossenschaft, dass „auch die Verwandten des Ehemanns Anspruch auf die Prämie hätten“, ab.
- Das Gericht entschied, dass Original-Filmwerke, die 1953 unter dem Namen eines Kollektivs veröffentlicht wurden, nicht unter die verlängerte Schutzdauer des Urheberrechts nach dem revidierten Urheberrechtsgesetz fallen und dass das Urheberrecht mit Ablauf des 31. Dezember 2003 erloschen ist. Damit wurde die Auffassung der Amtes für kulturelle Angelegenheiten (der japanischen Regierung), dass das Filmurheberrecht bis zum 31. Dezember 2023 gelten würde, aufgehoben, und die so genannte „1953er Frage“ rechtlich geregelt.
- Als oberster Richter des 3. Hauptgerichts im Fall der Serie von Entführungen und Morden an Jugendlichen in Tokio und Saitama in den Jahren 1988 bis 1989 wies er am 17. Januar 2006 die Berufung der Verteidigung gegen den Angeklagten Tsutomu Miyazaki zurück und bestätigte dessen Todesurteil.

## Privates

### Familiäres und Privates
- Sein Vater Ichirô Fujita (japanisch 藤⽥⼀郎), war stellvertretender Vorsitzender von Fujita Gumi (Bauunternehmen) sowie Mitglied des japanischen Unterhauses für die Sozialistische Partei Japans[2].
- Sein Lebensmotto ist „Kenne Dich selbst und glaube an Dich!“[1]

### Prägende Literatur
- Toshio Takashima: Kanji to Nihonjin [Kanji und die Japaner].
- Takehiro Kanaya: Nihongo no shugo ha iranai [Japanische Sprache braucht kein Subjekt].
- Helen Farnsworth Mears: Amerika no Kagami: Nihon [Amerikas Spiegel: Japan].
- Robert McNamara: In Retrospect: The Tragedy and Lessons of Vietnam.
- John Dower: Embracing Defeat: Japan in the Wake of World War II.

### Interessen
- Klavier (Grundschulzeit bis Oberschulzeit)

- Bogenschießen im Honda-Stil (Universitätszeit)

- Nō-Gesang und -Tanz im Stil der Kanze-Schule (Zeit der Assistenzprofessur bis zur Professur)

- Skifahren (seit der Oberschulzeit)
- Schwimmen

## Auszeichnungen
- Buchpreis der Japanischen Gesellschaft für Immobilienwirtschaft („Bodenrecht in Westdeutschland und Japan“)
- Großer Kordon des Ordens der aufgehenden Sonne (Herbst 2011)

## Publikationen

### Als Autor
- Kôkenryoku no kôshi to shiteki Kenri shucchô: Otto Beeru „Hôchikoku“ no Tatchiba to Doitsu Gyôsei Hôgaku[3] [Ausübung von Regierungsgewalt und Geltendmachung von Privatrechten: Otto Bärs Auffassung von „Rechtsstaat“ und die deutsche Verwaltungsrechtswissenschaft] (Yûhikaku, 1978)
- Nishi Doitsu no Tochihô to Nihon no Tochihô[4] [Bodenrecht in Westdeutschland und Japan] (Sôbunsha, 1988)
- Gyôsei Hôgaku no Shikô Keishiki (Zôhoban) [Denkformen des Verwaltungsrechts (erweiterte Ausgabe)] (Bokutakusha 2002)
- Gyôseihô no Kiso Riron (Jô, Gekan)[5] [Grundlegende Theorien des Verwaltungsrechts (Band 1&2)] (Yûhikaku, 2005)
- Gyôsei Soshikihô[6] [Verwaltungsorganisationsrecht] [Yûhikaku, 2005]
- Gendai Hôritsugaku Kôza Gyôseihô 1 Sôron (Dai 4 Han Kaiteiban)[7] [Kurs moderne Rechtswissenschaft 1: Allgemeine Einführung in das Verfahrensrecht (4. überarbeitete Auflage)] (Seirin Shoin, 2005)
- Saikôsai Kaisôroku Gakusha Hanji no Shichi Nen Han[8] [Erinnerungen an den Obersten Gerichtshof: Siebeneinhalb Jahre eines wissenschaftlichen Richters] (Yûhikaku, 2012)
- Gyôseihô Nyûmon (Dai 6 Han)[9] [Einführung in das Verwaltungsrecht (6. Auflage)] (Yûhikaku, 2013)
- Shinban Gyôseihô Sôron[10] [Neue Edition: Allgemeine Einführung in das Verwaltungsrecht] (Seirin Shoin, 2020)

### Als Herausgeber
- Kenpô to Gyôseihô: Kojima Kazushi Hakushi Tôhoku Daigaku Taishoku Kinen[11] [Verfassung und Verwaltungsrecht: Festschrift für Dr. Kazushi Kojima zur Emeritierung von der Universität Tohoku] (Ryosho Fukyûkai, 1987)
- Kenpô Ronshû Higuchi Yôichi Sensei Koki Kinenkan[12] [Aufsatzsammlung zur Verfassung: Feierliche Schriftensammlung für Yôichi Higuchi zum 70. Geburtstag] (Sôbunsha, 2004)